# Кралски смок
Кралските смокове (Elaphe carinata) са вид влечуги от семейство Смокообразни (Colubridae).
Разпространени са в Южен Китай, Тайван и съседни части на Виетнам и Япония.
Таксонът е описан за пръв път от германския зоолог Алберт Гюнтер през 1864 година.

## Подвидове
- Elaphe carinata carinata
- Elaphe carinata deqenensis
- Elaphe carinata yonaguniensis